# 中村房次郎
中村 房次郎（なかむら ふさじろう、旧姓・増田、1870年10月31日〈明治3年10月7日〉 - 1944年〈昭和19年〉9月24日）は、日本の商人（貿易商）、資産家、実業家。松尾鉱業、太洋鉱業、増田屋各社長。日本カーボン会長。族籍は神奈川県平民。俳優中村俊一や日本近世演劇研究者の松崎仁は孫。

## 経歴
神奈川県人・増田嘉兵衛の二男。増田増蔵の弟。増田増太郎の叔父。横浜本町生まれ。横浜商法学校に入学。
中村初太郎の養子となり1883年、家督を相続する。横浜商法学校にあしかけ3年ほど在籍し、中退する。増田屋商店に入る。実兄と共に棉花、砂糖、石油、麦粉などの販売に奮闘する。1914年、岩手県に松尾鉱業を創立。
増田合名会社代表社員、増田製粉所、松尾鉱業、太洋鉱業、増田屋各社長、日本カーボン会長、横浜商工会議所副会頭、横浜興信銀行副頭取、横浜火災海上保険、日本金属工業、日清生命保険各取締役、日本アルミニウム、日本カーボン、日本化学工業、満州化学工業各監査役、三明商店相談役、日本工業倶楽部、横浜取引所、日本経済連盟会各理事などをつとめた。

## 人物
神奈川県在籍で、住所は横浜老松町。墓所は横浜市日野公園墓地。
顧問弁護士が、飛鳥田喜一（飛鳥田一雄の父）であり、自ら影響力を有する立憲民政党から飛鳥田が横浜市会議員になることを勧めた。経営する松尾鉱山落盤事故の弁護団に飛鳥田喜一の他に息子の飛鳥田一雄、片山哲も加わっていた。

## 家族・親族
中村家
- 養父・初太郎[1][6] - 実父嘉兵衛の奉公先「榎並屋」経営者一族[8]。
- 妻・あい（1870年 - ?、神奈川、茂木惣兵衛の養伯母[1][6]、2代目茂木惣兵衛（保平）の養女[11]）
- 二男・正雄[1]（1897年 - ?、松尾鉱業社長）
  - 同妻・京（1898年 - ?、東京、安部磯雄の二女）[12]
- 長女・節（1898年 - ?、長野、松崎謙二郎の妻）[4]

親戚
- 実父・増田嘉兵衛（貿易商） - 父・嘉兵衛は伊賀国上野（現・三重県伊賀市）出身で、苦労して屈指の横浜商人に上り詰めた[8]。
- 実兄・増田増蔵（増田屋、砂糖貿易商）
- 甥・増田増太郎（増田製粉所社長）
- 長女の夫・松崎謙二郎（官僚）
- 実兄増蔵の娘婿・三代八馬兼介（八馬財閥当主、海運業、資産家）
- 二男・正雄の妻の父・安部磯雄（社会主義者、社会大衆党中央執行委員長、衆議院議員）[12]